# 拓拔斯·塔瑪匹瑪
拓拔斯·塔瑪匹瑪（1960年6月27日—），筆名田雅各，出生於台灣南投縣信義鄉，布農族人，醫生、作家，曾獲1986年吳濁流文學獎、1991年賴和獎醫療文學獎。著有《最後的獵人》、《情人與妓女》、《蘭嶼行醫記》等書。

## 生平
拓拔斯生於南投縣信義鄉人和村人倫部落，祖父為部落頭目，父親為基督教牧師。拓拔斯早年考取高雄醫學院醫學系公費生，1985年畢業；就讀高雄醫學院期間，加入阿米巴詩社，開始文學創作。1981年，拓拔斯創作小說《拓拔斯·塔瑪匹瑪》，獲南杏文學獎小說類第二名（第一名從缺）。1984年12月29日，拓拔斯等人與黨外運動人士創立臺灣原住民族權利促進會。
拓拔斯以台灣原住民醫療服務為職志，曾服務於台東縣蘭嶼鄉衛生所、台灣省立花蓮醫院、高雄縣那瑪夏鄉衛生所、高雄縣桃源鄉衛生所、台東縣長濱鄉衛生所，退休後定居南投縣。
拓拔斯具有醫生、作家雙重身份，其將原住民部落與都市文化的對比為題材做深層思考，作品風格獨具，頗獲好評。

## 註腳
1. 1 2 3 4 5  拓拔斯·塔瑪匹瑪 （页面存档备份，存于），臺灣大百科全書。